# Неселовский, Франтишек Ксаверий
Франтишек Ксаверий Неселовский (18 декабря 1771, Ляховичи — 15 сентября 1845, Рыбитвы) — военный и государственный деятель Речи Посполитой, Великого герцогства Варшавского и Царства Польского, участник восстания Костюшко (1794), бригадный генерал армии Великого герцогства Варшавского, Царства Польского, Ноябрьского восстания 1830—1831 годов, сенатор-каштелян Царства Польского с 8 августа 1831 года, член парламента в 1830 году.

## Биография
Представитель литовского дворянского рода Неселовских герба «Коржбок». Сын последнего воеводы новогрудского Юзефа Неселовского (1728—1814) и княжны Катажины Масальской.
В 1785—1788 годах Франтишек Ксаверий Неселовский учился в главной военной школе ВКЛ в Вильно. С 1788 года — полковник и командир 6-го литовского пехотного полка. В 1792 году он принимал участие в русско-польской войне. Отличился в битве под Брестом (23 июля 1792 года). После победы Тарговицкой конфедерации ушел в отставку. В 1792 году был награжден орденом «Virtuti Militari».
В 1794 году Франтишек Ксаверий Неселовский принимает активное участие в подготовке и начале польско-литовского восстания под руководством Тадеуша Костюшко. Он участвовал в обороне Вильно, в ряде других боёв. Получил от Т. Костюшко генеральский чин. Отличился со своим полком 7 мая 1794 года в битве под Полянами (около Ошмян), в июне-июле в рейде на Курляндию. В сентябре 1794 года был взят русскими в плен. В Гродно российский генерал Репнин в ответ на просьбу родителей встретиться с арестованным предложил ему присягнуть на верность Екатерине II, но Франтшиек Ксаверий Неселовский не пошел на компромисс.
После освобождения из российского плена уехал в Германию, в 1796 году вернулся на родину. В 1798 году он был обвинен в подготовке нового восстания и заключен в Вильнюсе. После освобождения Франтишек Ксаверий Неселовский поддержал план князя Адама Чарторыйского отстроить государственность под протекторатом России. С 1807 года — член судебно-административной комиссии Вильнюсского университета.
В 1812 году Франтишек Ксаверий Неселовский поддержал вторжение Наполеона в Россию и был включен им в состав Военного комитета в Вильнюсе. Позднее в звании бригадного генерала был назначен инспектором пехоты армии и посполитого рушения Великого княжества Литовского. Вместе с разбитой наполеоновской армией бежал за границу. Участник военных кампаний 1812, 1813 и 1814 годов. После амнистии в 1814 году вернулся в Белоруссию, продал свои имения и уехал в Польшу.
В армии Царства Польского Франтишек Неселовский командовал пехотной бригадой, в 1817 году был отправлен в отставку. В 1830 году он был избран депутатом сейма Царства Польского.
В 1830—1831 годах он принимал участие в польском восстании против российского владычества. Вначале был заместителем военного губернатора Варшавы, затем короткий срок командовал пехотной бригадой. В июне 1831 года он был отправлен в отставку. Во время попытки перебраться в Пруссию Неселовский был арестован русскими и отправлен в Вологду. В 1833 году он был освобожден и вернулся в свои имения в Литве.
Похоронен в приходском костёле в Рыбитвах.
Известный масон.

## Семья
1-я жена — Софья Александра Пац (1782—1856), дочь Михаила Казимира Паца (1754—1800) и Людвики Ядвиги Тигензауз (ок. 1755—1791). Её первым мужем был полковник Феликс Потоцкий (1779—1811). Супруги имели следующих детей:
- Идалия Неселовская, муж — Эмиль Долинский
- Ванда Неселовская (ум. 1837), супруга с 1826 года Артура Шуазёль-Гуфье (1805—1834)

2-я жена — княжна Виктория Радзивилл (1795—1824), дочь последнего воеводы трокского Юзефа Николая Радзивилла и Виктории Остророг. Второй брак был бездетным.